# Segment (taalkunde)
Onder segment wordt zowel in de fonetiek als in de fonologie de " kleinst mogelijke eenheid in de spraak die fysiek of auditief te onderscheiden is" verstaan.  Het gaat in dit verband hoofdzakelijk om fonemen, zowel medeklinkers als klinkers. 
Prosodische eenheden als intonatie en klemtoon overstijgen meestal het niveau van een enkel segment en hangen niet duidelijk met één bepaald segment samen. Ze worden daarom als "suprasegmenteel" beschouwd. In sommige talen geldt dit ook voor verschijnselen als nasalisatie en klinkerharmonie.
In de fonetiek is de foon het kleinst waarneembare segment.
In de fonologie wordt spraak opgesplitst in fonemen. Over het algemeen worden deze als de "taalkundige supersnaren" beschouwd, ofwel als de kleinst mogelijke (ondeelbare) segmenten. 

## Marginale segmenten
Niet alle segmenten in een taal komen even vaak voor. Bepaalde klanken maken alleen deel uit van onomatopeeën, tussenwerpsels, leenwoorden of andere woorden die geen deel uitmaken van het kernlexicon. Soms worden op basis hiervan nieuwe segmenten aan de klankinventaris toegevoegd. 